# Itaipava Arena Pernambuco
El Itaipava Arena Pernambuco es un estadio multiusos de la ciudad de Recife, capital del estado de Pernambuco, en Brasil. El estadio fue inaugurado en 2013 y se utiliza, principalmente, para la práctica del fútbol, ya que su construcción fue motivada por la Copa Mundial de Fútbol de 2014. El estadio es utilizado por el Clube Náutico Capibaribe para disputar sus partidos oficiales como local.

## Instalaciones

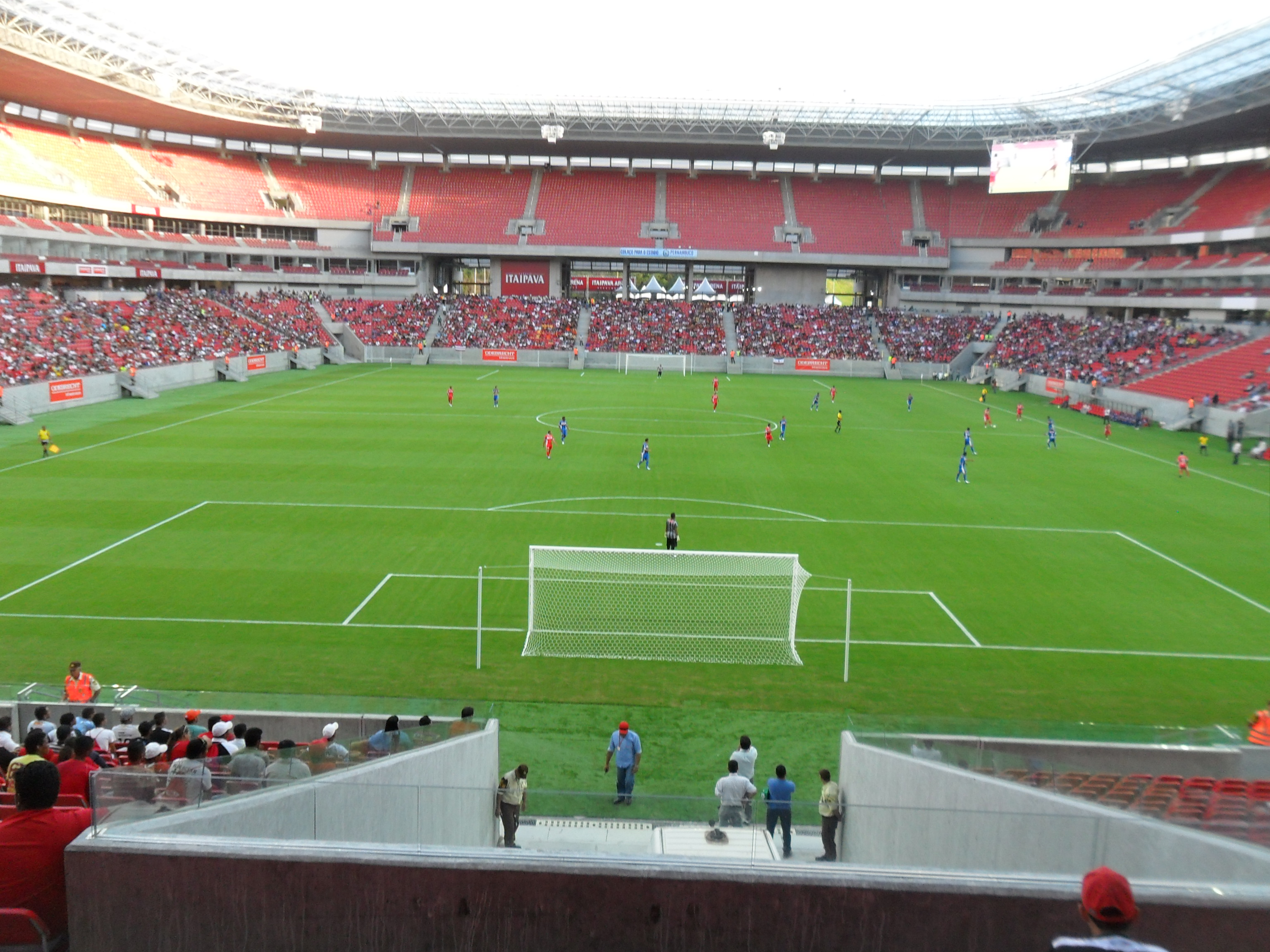
Interior del estadio en su inauguración en 2013.

El proyecto presume la construcción de un estadio con capacidad para 45 250 espectadores alrededor de una villa con 11 000 unidades habitacionales. El proyecto también presume la construcción de un hospital de alta especialidad, una universidad, una escuela de tecnología además de la expansión de la línea oeste del Metro de Recife. La Ciudad de la Copa permitirá la redistribuición urbana de la Región Metropolitana de Recife, convirtiéndose en un nuevo espacio de viviendas, placer, trabajo y servicios públicos.
El estadio Itaipava Arena Pernambuco cuenta en su cubierta con una instalación de paneles solares. El sistema, de 1 MW de potencia, permite abastecer mediante energía solar fotovoltaica la demanda de electricidad en el estadio. Se prevé que el sistema cubra aproximadamente el 30% de la demanda energética del estadio, generando anualmente más de 1500 MWh de electricidad, equivalente al consumo anual de aproximadamente 6000 personas. Cuando el estadio no esté en uso, la energía generada será inyectada a la red eléctrica local a través del programa de balance neto de energía.
Otros estadios de la Copa Mundial de Fútbol de 2014 donde se han instalado paneles solares son el Estadio Mané Garrincha de Brasilia, el Estadio Maracaná en Río de Janeiro, y el Estadio Mineirão, en Belo Horizonte.

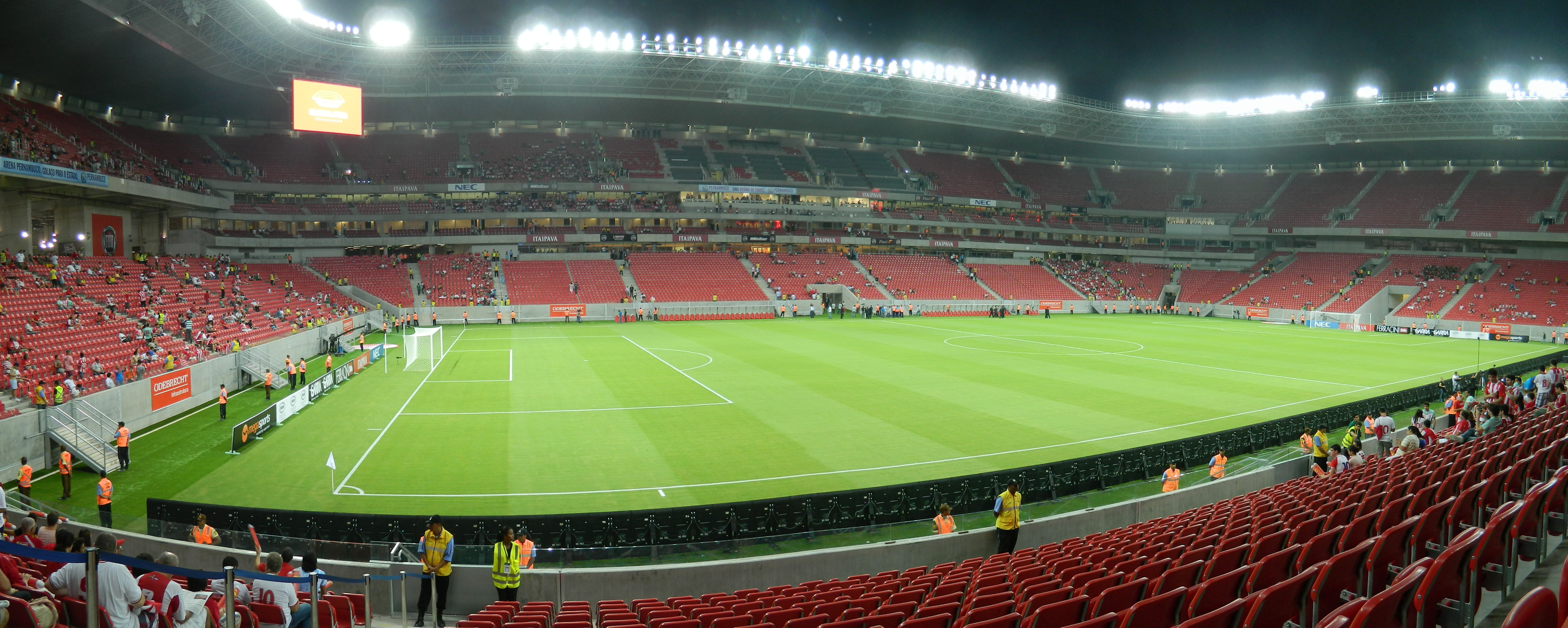
Panorámica del estadio.

## Eventos

### Copa Confederaciones 2013
El Arena Pernambuco fue uno de los seis estadios elegidos para albergar encuentros de la Copa FIFA Confederaciones 2013, que se disputó en junio de 2013 en Brasil. Los encuentros que se disputaron en este estadio fueron:
| Fecha               | Equipo #1 | Resultado | Equipo #2 | Ronda           | Espectadores |
| ------------------- | --------- | --------- | --------- | --------------- | ------------ |
| 16 de junio de 2013 | España    | 2–1       | Uruguay   | Primera fase, B | 41 705       |
| 19 de junio de 2013 | Italia    | 4–3       | Japón     | Primera fase, A | 40 489       |
| 23 de junio de 2013 | Uruguay   | 8–0       | Tahití    | Primera fase, B | 22 047       |

### Copa Mundial de Fútbol de 2014
El estadio acogió cuatro partidos de la primera fase y 1 de octavos de final de la Copa Mundial de Fútbol de 2014:
| Fecha               | Equipo #1       | Resultado     | Equipo #2  | Ronda                 | Espectadores |
| ------------------- | --------------- | ------------- | ---------- | --------------------- | ------------ |
| 14 de junio de 2014 | Costa de Marfil | 2–1           | Japón      | Primera fase, Grupo C | 40 267       |
| 20 de junio de 2014 | Italia          | 0–1           | Costa Rica | Primera fase, Grupo D | 40 285       |
| 23 de junio de 2014 | Croacia         | 1–3           | México     | Primera fase, Grupo A | 41 212       |
| 26 de junio de 2014 | Estados Unidos  | 0–1           | Alemania   | Primera fase, Grupo G | 41 876       |
| 29 de junio de 2014 | Costa Rica      | 1–1 (5–3 pen) | Grecia     | Octavos de final      | 41 242       |